# Osopsaron
Osopsaron és un gènere de peixos de la família dels percòfids i de l'ordre dels perciformes.

## Etimologia
Osopsaron prové dels mots grecs os, osos (com, quan) i psaros (gris).

## Descripció
En comparança amb els altres dos gèneres de la mateixa subfamília, es distingeix d'Acanthaphritis per no tindre barbeta a l'extrem del musell dels mascles i de Pteropsaron per presentar les galtes amb escates, la primera aleta dorsal baixa i el nombre d'aletes dorsals.

## Distribució geogràfica
Es troba al Pacífic nord-occidental (el Japó, la península de Corea i Taiwan) i el Pacífic sud-oriental pertanyent a Xile (3 muntanyes submarines a la part occidental de la serralada submarina Sala i Gómez -entre 25° 03′-26° 00′ S i 97°29'-100° 40′ W- i altres 3 muntanyes submarines a la cruïlla entre la dorsal de Nazca i la serralada submarina Sala i Gómez -entre 25° 19′-25° 48′ S i 85° 05′-86° 03′ W-).

## Taxonomia
- Osopsaron formosensis (Kao & Shen, 1985)[18][19]
- Osopsaron karlik (Parin, 1985)[20]
- Osopsaron verecundum (Jordan & Snyder, 1902)[21][22][23][24][25][26][27][28][29][30]

### Cladograma
| Osopsaron | \| \| Osopsaron formosensis \| \| \| \| \| \| Osopsaron karlik \| \| \| \| \| \| Osopsaron verecundum \| \| \| \| |
|           | \| \| Osopsaron formosensis \| \| \| \| \| \| Osopsaron karlik \| \| \| \| \| \| Osopsaron verecundum \| \| \| \| |
|           | Acanthaphritis |
|           | |
|           | Bembrops |
|           | |
|           | Dactylopsaron |
|           | |
|           | Enigmapercis |
|           | |
|           | Hemerocoetes |
|           | |
|           | Matsubaraea |
|           | |
|           | Chrionema |
|           | |
|           | Percophis |
|           | |
|           | Pteropsaron |
|           | |
|           | Squamicreedia |
|           | |
|           | Osopsaron formosensis                                                                                             |
|           | |
|           | Osopsaron karlik                                                                                                  |
|           | |
|           | Osopsaron verecundum                                                                                              |
|           | |

|  | Osopsaron formosensis |
|  |                       |
|  | Osopsaron karlik      |
|  |                       |
|  | Osopsaron verecundum  |
|  |                       |